# Senzibilita senzorického zpracování

Charakteristiky SSZ, graficky shrnuty Grevenem et al. (přehledový článek, 2019). Osoba s vysokou mírou SSZ je považována za vysoce citlivou či hypersenzitivní osobu (anglicky highly sensitive person).

Senzibilita senzorického zpracování (SSZ) nebo také senzibilita smyslového zpracování a zvýšená citlivost smyslového zpracování či anglicky sensory processing sensitivity (SPS) je temperamentní nebo osobnostní rys, zahrnující „zvýšenou citlivost centrálního nervového systému a hlubší kognitivní zpracování fyzických, sociálních a emocionálních podnětů“. Tento rys je charakterizován „tendencí k „zastavení se a prověření stavu“ v nových situacích, větší citlivostí na jemné podněty a také zapojením hlubších kognitivních strategií pro zpracování a zvládání zátěží. To vše je poháněno zvýšenou emoční reaktivitou, a to jak pozitivní, tak negativní“.
Za člověka s obzvláště vysokou mírou SSZ se považuje osoba, které náleží vlastnosti jako „přecitlivělost“ či „hypersenzitivita". Takový člověk se může nazývat vysoce citlivou osobou (highly sensitive person, zkráceně HSP) nebo hypersenzitivní osobou (HSO). Anglické pojmy „sensory processing sensitivity (SPS)“ a „highly sensitive person (HSP)“ vytvořili v polovině 90. let psychologové Elaine Aron a její manžel Arthur Aron, kteří zároveň vyvinuli dotazník HSPS (Highly Sensitive Person Scale, česky „škála vysoce citlivého člověka“), pomocí kterého se SSZ měří. Jiní vědci k označení této reakce na podněty (vyskytující se u lidí, ale i jiných druhů) použili odlišné výrazy.
V České republice se termín SSZ zatím neustálil, a je tak možné pozorovat používání různých označení, zastřešujících aspekty tohoto pojmu.
Podle manželů Elaine a Arthura Aronových et al. tvoří lidé s vysokou mírou SSZ asi 15–20 % populace. Ačkoli dříve někteří vědci spojovali vysokou míru SSZ výhradně s negativními závěry, nyní ji další vědci začali spojovat se zvýšenou odezvou jak na pozitivní, tak i negativní vlivy. Aron et al. tvrdí, že vysoká míra SSZ není porucha, ale osobnostní rys.

## Původ a vývoj pojmů
V roce 1996 vyšla od Elaine Aron kniha The Highly Sensitive Person. Na českém území vyšel roku 2020 český překlad s názvem Vysoce citliví lidé: jak vzkvétat ve světě, který vás zahlcuje. Jednalo se o revidované vydání amerického originálu z roku 2013 The Highly Sensitive Person: How to Thrive When the World Overwhelms You.
V roce 1997 Elaine a Arthur Aron oficiálně identifikovali senzibilitu senzorického zpracování (SSZ) jako určující znak hypersenzitivních osob (HSO). Známé termíny hypersenzitivita (nezaměňovat s lékařským termínem hypersenzitivita, která značí nežádoucí reakci imunitního systému) nebo vysoká citlivost jsou populární synonyma pro vědecký koncept SSZ. Podle definice manželů Aronových (1997) se zde senzorické zpracování nevztahuje na samotné smyslové orgány, nýbrž na to, co nastává, když se tato informace přenáší ze smyslů do mozku, a nebo když se v mozku tato informace zpracovává. Tvrdí, že se nejedná o poruchu, ale o vlastnost či osobnostní rys, jež je (u živočichů) vrozenou strategií pro přežití, která s sebou nese výhody i nevýhody.
Články Elaine Aronové v akademických časopisech, ale také její svépomocné publikace pro laické čtenáře, se zaměřily jak na rozlišení vysoké SSZ od sociálně zdrženlivého chování (a poruch, s nimiž lze vysokou míru SSZ zaměňovat), tak i na překonání sociálního nepřijetí, které může způsobit nízké sebevědomí, a také zdůraznění výhod vysoké míry SSZ oproti jmenovaným nevýhodám, proklamovaných ostatními.
V roce 2015 napsala socioložka Elizabeth Bernsteinová v časopise The Wall Street Journal, že hypersenzitivní lidé „zažívají svou chvilku [slávy]“, a naznačovala tím, že bylo provedeno několik stovek výzkumných studií na témata související s vysokou citlivostí hypersenzitivních osob. První mezinárodní vědecká konference o vysoké citlivosti neboli senzibilitě senzorického zpracování se konala na belgické univerzitě Vrije Universiteit Brussel. K roku 2015 bylo prodáno více než milion kopií knihy The Highly Sensitive Person.

### Dřívější výzkum
Výzkum předcházející vznik pojmu „vysoká citlivost“ manželů Aronových zahrnuje výzkum německého profesora medicíny Wolfganga Klagese, který v 70. letech tvrdil, že fenomén citlivých a vysoce citlivých lidí je „biologicky zakotven“ a že „práh stimulu thalamu“ je u těchto osob mnohem nižší. Podle něj ve výsledku existuje (u HSO) vyšší propustnost pro příchozí signály z aferentních nervových vláken, a tudíž procházejí „nevyfiltrované“ do mozkové kůry.
Manželé Aronovi v roce 1997 uznali koncept psychologa Alberta Mehrebiana o filtrování „nerelevantních“ signálů, zároveň však argumentují, že neschopnost lidí s vysokou citlivostí (Mehrebianových „třídičů s nízkým prahem“) vyfiltrovat to, co je nerelevantní, by znamenalo, že to, co je relevantní je určováno pohledem lidí bez vysoké citlivosti („třídičů s vysokým prahem“).

## Atributy, vlastnosti a prevalence
Boterberg et al. (2016) popisují vysokou míru SSZ jako „temperamentní či osobnostní rys, který je u některých jedinců přítomen, a zrcadlí zvýšenou citlivost centrálního nervového systému spolu s hlubším kognitivním zpracováváním fyzických, sociálních a emocionálních podnětů“.
Lidé s vysokou mírou SSZ uvádějí, že mají zvýšenou reakci na podněty jako je bolest, kofein, hlad a hlasité zvuky. Podle Boterberga et al. jsou tito jedinci „snadno přestimulovaní vnějšími podněty, jelikož mají nižší percepční práh a zpracovávají podněty kognitivně hlouběji než většina ostatních lidí“. Toto hlubší zpracování může mít za následek opožděnou reakci, protože je více času věnováno reakci na signály v okolním prostředí. To vše se pak může u těchto jedinců podílet na jejich opatrném chování a menšímu riskování.

SSZ zahrnuje schopnost reagovat jak na nepříznivé životní prostředí, tak i na pozitivní environmentální aspekty. Na tomto obrázku je toto jednotlivě uvedeno na modelu diatéza-stres (vlevo) a v rámci výhody citlivosti (vpravo).

K určení škály vysoce citlivého člověka (HSPS) sloužil původně (v roce 1997) dotazník, který měřil SSZ na unidimenzionální stupnici. Následně byl dodatečně rozložen do dvou, tří, nebo čtyř faktorů neboli dílčích škál. Většina složek byla spojována s tradičně přijímanými negativními psychologickými výsledky včetně vysoké úrovně stresu, tendencí k přehlcení, zvýšené míry deprese, úzkosti a problémů se spánkem, jakož i příznaků autismu. Model diatéza-stres se zaměřil na zvýšenou zranitelnost vůči negativním vlivům. Teorie diferenciální susceptibility (differential susceptibility theory) a teorie biologické citlivosti na kontext (biological sensitivity to context), a dále senzibilita senzorického zpracování (SSZ) však naznačují, že pokud jde o schopnost reagovat na pozitivní i negativní vlivy, vykazují tyto schopnosti zvýšenou plasticitu. Koncept výhody citlivosti (vantage sensitivity) pak zdůrazňuje zvýšenou odezvu na pozitivní zážitky. Vědci jako Smolewska et al. (2006) uvedli, že pozitivní výsledky jsou častější u jedinců s vysokou estetickou citlivostí, kteří mají tendenci zažívat intenzivnější pozitivní emoce v reakci na odměňující podněty, a pravděpodobněji dosáhnou vysokého skóre faktoru „otevřenosti“ na modelu Velké pětky.
Výzkum v evoluční biologii poskytuje důkaz o tom, že vlastnosti SSZ lze vyjma člověka pozorovat pod různými termíny u více než 100 živočišných druhů. Podle Aronové má být pod pojmem SSZ obsaženo to, co již osobnostní psychologové popsali pod různými jinými jmény. Aron naopak diferencovala SSZ od toho, co podle ní SSZ není, a výslovně tak odlišila vysokou míru SSZ od možných podobně se projevujících (osobnostních) rysů nebo poruch (jako je například plachost, sensation-seeking (vyhledávání nových nebo intenzivních zážitků), porucha senzorického zpracování a autismus) a dále také, že SSZ může být fundamentální proměnnou, která může tvořit základ mnoha dalších rozdílů v lidských vlastnostech (jako je introverze versus extraverze). Na rozdíl od běžné mylné představy zahrnují hypersenzitivní osoby podle Aronové jak introverty, tak extroverty, a mohou mít zároveň tendenci k vysoké sensation-seeking a současně být opatrní.
U lidí a jiných druhů spolu responzivní a neresponzivní jedinci navzájem koexistují a zároveň vykazují různé úrovně responzivity na environmentální stimuly, přičemž různé úrovně responzivity mají odpovídající evoluční náklady i výhody. Toto pozorování jde ruku v ruce s tvrzením Aronové, která tvrdí, že vysoká míra SSZ není porucha, ale spíše osobnostní rys s doprovodnými výhodami i nevýhodami. V souladu s tím varuje zdravotníky před předepisováním psychoaktivních léků k „vyléčení“ rysu, který může nebo nemusí koexistovat se skutečnou poruchou.
K roku 2015 byla tato vlastnost zdokumentována na různých úrovních studia včetně psychologie temperamentu a chování, funkcí mozku a senzibilizací neuronů, a také genetiky. Genetické studie například poskytují důkaz o tom, že vyšší hladiny SSZ jsou spojeny s krátkou alelou genotypu 5-HTTLPR transportéru serotoninu, polymorfismy v genech dopaminových neurotransmiterů a genovou variantou ADRA2b, související s norepinefrinem.
Předpokládalo se, že vzorce, vyplývající ze skóre škály HSPS (Highly Sensitive Person Scale) jsou u dospělých distribuovány jako dichotomická kategorická proměnná s bodem zlomu mezi 10 % a 35 %, přičemž Aron k vymezení zastoupení HSP kategorie v populaci zvolila mezní hodnotu 20 % jednotlivců s nejvyšším skóre škály. Recenzní článek z roku 2019 uvádí, že podle modelu normálního rozdělení kontinua citlivosti spadají lidé do celkem tří skupin citlivosti.